# Einband-Europameisterschaft 1995

Logo CEB (ausrichtender Verband)

Veranstaltungsort: Wijchen

Die Einband-Europameisterschaft 1995 war das 42. Turnier in dieser Disziplin des Karambolagebillards und fand vom 15. bis zum 19. März 1995 in Wijchen statt. Es war die zwölfte Einband-Europameisterschaft in den Niederlanden.

## Geschichte
Mit bisher noch erreichten Leistungen gewann der in Germaringen wohnende Lehrer Wolfgang Zenkner seinen ersten EM-Titel im Einband. Nach zwei Bronze- und zwei Silbermedaillen reichte es diesmal für Gold. Zenkner ist der erste Akteur der international ein Match bis 150 Punkte in nur einer Aufnahme beenden konnte. Hierbei spielte er auch eine Höchstserie von 150 Punkten und verbesserte die prolongierte Höchstserie, die von den internationalen Verbänden seit einigen Jahren nicht mehr explizit ausgewiesen wird, auf 291. Die kam durch eine Schlussserie von 87 Punkten im Viertelfinale gegen Peter de Backer, 150 Punkten in einer Aufnahme gegen Jean Paul de Bruijn im Halbfinale und einer Startserie von 54 gegen Frédéric Caudron im Finale zustande. Er verbesserte damit die bisher höchste Serie von 199 Punkten, erzielt von Francis Connesson bei der Einband-Weltmeisterschaft 1978 in Brügge, deutlich. Durch die Änderung vom Satzsystem auf das Distanzsystem bis 150 wurden wieder wesentlich bessere Leistungen erzielt. Zweiter wurde der dreimalige Titelträger Frédéric Caudron vor Jean Paul de Bruijn.

## Turniermodus
Gespielt wurde eine Vor-Qualifikation mit 14 Gruppen à 3 (einmal 2) Spieler, wovon sich die 14 Gruppensieger und für die Haupt-Qualifikation qualifizierten. Dann wurde eine Haupt-Qualifikation mit 8 Gruppen à 3 Teilnehmer gebildet, wovon sich die Gruppensieger für das Hauptturnier qualifizieren konnten. Beide Qualifikationen wurden bis 100 Punkte gespielt. Diese acht Spieler trafen die auf die acht gesetzten Spieler. Hier wurden 4 Gruppen à 4 Spieler gebildet. Ab jetzt wurde bis 150 Punkte gespielt. Die Gruppenersten und die Gruppenzweiten spielten im KO-System den Sieger aus. Der dritte Platz wurde ausgespielt.
Bei MP-Gleichstand wird in folgender Reihenfolge gewertet:
1. MP = Matchpunkte
2. GD = Generaldurchschnitt
3. HS = Höchstserie

## Qualifikation

### Vor-Qualifikation
| MP    | Match Points (Sieger = 2; Unentschieden = 1; Verlierer = 0) |
| Pkte. | Erzielte Karambolagen                                       |
| Aufn. | Benötigte Versuche                                          |
| GD    | Generaldurchschnitt                                         |
| BED   | Bester Einzeldurchschnitt eines Spielers                    |
| HS    | Höchstserie                                                 |
|       | Bester GD des Turniers                                      |
|       | Bester ED des Turniers                                      |
|       | Beste HS des Turniers                                       |
|       | 1. Platz (Gold)                                             |
|       | 2. Platz (Silber)                                           |
|       | 3. Platz (Bronze)                                           |

| Abschlusstabelle Gruppe A | Abschlusstabelle Gruppe A | Abschlusstabelle Gruppe A | Abschlusstabelle Gruppe A | Abschlusstabelle Gruppe A | Abschlusstabelle Gruppe A | Abschlusstabelle Gruppe A | Abschlusstabelle Gruppe A |
| Platz                     | Name                      | MP                        | Pkte                      | Aufn.                     | GD                        | BED                       | HS                        |
| ------------------------- | ------------------------- | ------------------------- | ------------------------- | ------------------------- | ------------------------- | ------------------------- | ------------------------- |
| 1                         | Hermann Kleinpennig       | 4:0                       | 200                       | 44                        | 4,54                      | 4,76                      | 46                        |
| 2                         | Thomas Nockemann          | 2:2                       | 174                       | 50                        | 3,48                      | 3,70                      | 19                        |
| 3                         | Christophe Duval          | 0:4                       | 178                       | 48                        | 3,70                      | –                         | 17                        |

| Abschlusstabelle Gruppe B | Abschlusstabelle Gruppe B | Abschlusstabelle Gruppe B | Abschlusstabelle Gruppe B | Abschlusstabelle Gruppe B | Abschlusstabelle Gruppe B | Abschlusstabelle Gruppe B | Abschlusstabelle Gruppe B |
| Platz                     | Name                      | MP                        | Pkte                      | Aufn.                     | GD                        | BED                       | HS                        |
| ------------------------- | ------------------------- | ------------------------- | ------------------------- | ------------------------- | ------------------------- | ------------------------- | ------------------------- |
| 1                         | Xavier Gretillat          | 3:1                       | 200                       | 47                        | 4,25                      | 4,34                      | 36                        |
| 2                         | Frans Verstappen          | 3:1                       | 200                       | 18                        | 4,16                      | 4,16                      | 25                        |
| 3                         | Thomas Neumann            | 0:4                       | 100                       | 47                        | 2,12                      | –                         | 17                        |

| Abschlusstabelle Gruppe C | Abschlusstabelle Gruppe C | Abschlusstabelle Gruppe C | Abschlusstabelle Gruppe C | Abschlusstabelle Gruppe C | Abschlusstabelle Gruppe C | Abschlusstabelle Gruppe C | Abschlusstabelle Gruppe C |
| Platz                     | Name                      | MP                        | Pkte                      | Aufn.                     | GD                        | BED                       | HS                        |
| ------------------------- | ------------------------- | ------------------------- | ------------------------- | ------------------------- | ------------------------- | ------------------------- | ------------------------- |
| 1                         | René Tull                 | 4:0                       | 200                       | 33                        | 6,06                      | 7,14                      | 33                        |
| 2                         | Markus Dömer              | 2:2                       | 159                       | 48                        | 3,31                      | 2,94                      | 20                        |
| 3                         | Dennis Olsen              | 0:4                       | 101                       | 53                        | 1,90                      | –                         | 11                        |

| Abschlusstabelle Gruppe D | Abschlusstabelle Gruppe D | Abschlusstabelle Gruppe D | Abschlusstabelle Gruppe D | Abschlusstabelle Gruppe D | Abschlusstabelle Gruppe D | Abschlusstabelle Gruppe D | Abschlusstabelle Gruppe D |
| Platz                     | Name                      | MP                        | Pkte                      | Aufn.                     | GD                        | BED                       | HS                        |
| ------------------------- | ------------------------- | ------------------------- | ------------------------- | ------------------------- | ------------------------- | ------------------------- | ------------------------- |
| 1                         | Francisco Fortiana        | 2:2                       | 180                       | 38                        | 4,73                      | 5,55                      | 23                        |
| 2                         | Ad Klijn                  | 2:2                       | 170                       | 42                        | 4,04                      | 5,00                      | 22                        |
| 3                         | Florent Pignatel          | 2:2                       | 137                       | 40                        | 3,42                      | 4,54                      | 15                        |

| Abschlusstabelle Gruppe E | Abschlusstabelle Gruppe E | Abschlusstabelle Gruppe E | Abschlusstabelle Gruppe E | Abschlusstabelle Gruppe E | Abschlusstabelle Gruppe E | Abschlusstabelle Gruppe E | Abschlusstabelle Gruppe E |
| Platz                     | Name                      | MP                        | Pkte                      | Aufn.                     | GD                        | BED                       | HS                        |
| ------------------------- | ------------------------- | ------------------------- | ------------------------- | ------------------------- | ------------------------- | ------------------------- | ------------------------- |
| 1                         | Ferdinand Polman          | 4:0                       | 200                       | 42                        | 4,76                      | 5,00                      | 29                        |
| 2                         | Jérôme Galerne            | 2:2                       | 144                       | 66                        | 2,18                      | 2,17                      | 26                        |
| 3                         | Patrick Janssen           | 0:4                       | 146                       | 68                        | 2,17                      | –                         | 18                        |

| Abschlusstabelle Gruppe F | Abschlusstabelle Gruppe F | Abschlusstabelle Gruppe F | Abschlusstabelle Gruppe F | Abschlusstabelle Gruppe F | Abschlusstabelle Gruppe F | Abschlusstabelle Gruppe F | Abschlusstabelle Gruppe F |
| Platz                     | Name                      | MP                        | Pkte                      | Aufn.                     | GD                        | BED                       | HS                        |
| ------------------------- | ------------------------- | ------------------------- | ------------------------- | ------------------------- | ------------------------- | ------------------------- | ------------------------- |
| 1                         | Pierre-Alain Rech         | 2:2                       | 169                       | 49                        | 3,44                      | 3,84                      | 19                        |
| 2                         | Henk van der Heijden      | 2:2                       | 161                       | 52                        | 3,09                      | 3,84                      | 14                        |
| 3                         | Freddie ter Braaak        | 2:2                       | 144                       | 49                        | 2,93                      | 4,34                      | 66                        |

| Abschlusstabelle Gruppe G | Abschlusstabelle Gruppe G | Abschlusstabelle Gruppe G | Abschlusstabelle Gruppe G | Abschlusstabelle Gruppe G | Abschlusstabelle Gruppe G | Abschlusstabelle Gruppe G | Abschlusstabelle Gruppe G |
| Platz                     | Name                      | MP                        | Pkte                      | Aufn.                     | GD                        | BED                       | HS                        |
| ------------------------- | ------------------------- | ------------------------- | ------------------------- | ------------------------- | ------------------------- | ------------------------- | ------------------------- |
| 1                         | Francis Forton            | 4:0                       | 200                       | 40                        | 5,00                      | 5,88                      | 24                        |
| 2                         | Axel Büscher              | 2:2                       | 169                       | 41                        | 4,12                      | 4,16                      | 19                        |
| 3                         | Wim van Deventer          | 0:4                       | 109                       | 47                        | 2,31                      | –                         | 19                        |

| Abschlusstabelle Gruppe H | Abschlusstabelle Gruppe H | Abschlusstabelle Gruppe H | Abschlusstabelle Gruppe H | Abschlusstabelle Gruppe H | Abschlusstabelle Gruppe H | Abschlusstabelle Gruppe H | Abschlusstabelle Gruppe H |
| Platz                     | Name                      | MP                        | Pkte                      | Aufn.                     | GD                        | BED                       | HS                        |
| ------------------------- | ------------------------- | ------------------------- | ------------------------- | ------------------------- | ------------------------- | ------------------------- | ------------------------- |
| 1                         | Michel van Silfhout       | 2:2                       | 171                       | 32                        | 5,34                      | 7,69                      | 43                        |
| 2                         | Dieter Großjung           | 2:2                       | 143                       | 38                        | 3,76                      | 4,00                      | 30                        |
| 3                         | Frank Lahaye              | 2:2                       | 145                       | 44                        | 3,29                      | 5,26                      | 21                        |

| Abschlusstabelle Gruppe I | Abschlusstabelle Gruppe I | Abschlusstabelle Gruppe I | Abschlusstabelle Gruppe I | Abschlusstabelle Gruppe I | Abschlusstabelle Gruppe I | Abschlusstabelle Gruppe I | Abschlusstabelle Gruppe I |
| Platz                     | Name                      | MP                        | Pkte                      | Aufn.                     | GD                        | BED                       | HS                        |
| ------------------------- | ------------------------- | ------------------------- | ------------------------- | ------------------------- | ------------------------- | ------------------------- | ------------------------- |
| 1                         | Egidio Vieira             | 4:0                       | 200                       | 30                        | 6,66                      | 9,09                      | 26                        |
| 2                         | Peter Volleberg           | 2:2                       | 198                       | 48                        | 4,12                      | 3,44                      | 19                        |
| 3                         | Tejs Tafdrup              | 0:4                       | 73                        | 40                        | 1,82                      | –                         | 12                        |

| Abschlusstabelle Gruppe J | Abschlusstabelle Gruppe J | Abschlusstabelle Gruppe J | Abschlusstabelle Gruppe J | Abschlusstabelle Gruppe J | Abschlusstabelle Gruppe J | Abschlusstabelle Gruppe J | Abschlusstabelle Gruppe J |
| Platz                     | Name                      | MP                        | Pkte                      | Aufn.                     | GD                        | BED                       | HS                        |
| ------------------------- | ------------------------- | ------------------------- | ------------------------- | ------------------------- | ------------------------- | ------------------------- | ------------------------- |
| 1                         | Antonio Oddo              | 4:0                       | 200                       | 32                        | 6,25                      | 7,14                      | 38                        |
| 2                         | Dennis Timmers            | 2:2                       | 133                       | 61                        | 2,18                      | 2,32                      | 26                        |
| 3                         | Thomas Schioler           | 0:4                       | 87                        | 57                        | 1,52                      | –                         | 10                        |

| Abschlusstabelle Gruppe K | Abschlusstabelle Gruppe K | Abschlusstabelle Gruppe K | Abschlusstabelle Gruppe K | Abschlusstabelle Gruppe K | Abschlusstabelle Gruppe K | Abschlusstabelle Gruppe K | Abschlusstabelle Gruppe K |
| Platz                     | Name                      | MP                        | Pkte                      | Aufn.                     | GD                        | BED                       | HS                        |
| ------------------------- | ------------------------- | ------------------------- | ------------------------- | ------------------------- | ------------------------- | ------------------------- | ------------------------- |
| 1                         | Fabrice Puigvert          | 4:0                       | 200                       | 35                        | 5,71                      | 7,14                      | 28                        |
| 2                         | John van der Stappen      | 2:2                       | 163                       | 37                        | 4,40                      | 4,34                      | 47                        |
| 3                         | Tore Fiil                 | 0:4                       | 65                        | 444                       | 1,47                      | –                         | 7                         |

| Abschlusstabelle Gruppe L | Abschlusstabelle Gruppe L | Abschlusstabelle Gruppe L | Abschlusstabelle Gruppe L | Abschlusstabelle Gruppe L | Abschlusstabelle Gruppe L | Abschlusstabelle Gruppe L | Abschlusstabelle Gruppe L |
| Platz                     | Name                      | MP                        | Pkte                      | Aufn.                     | GD                        | BED                       | HS                        |
| ------------------------- | ------------------------- | ------------------------- | ------------------------- | ------------------------- | ------------------------- | ------------------------- | ------------------------- |
| 1                         | Lion de Leeuw             | 4:0                       | 100                       | 21                        | 4,76                      | 4,76                      | 26                        |
| 2                         | Karl Kleedorfer           | 2:2                       | 100                       | 25                        | 4,00                      | 4,00                      | 24                        |
| 3                         | Michael Mikkelsen         | 0:4                       | 112                       | 46                        | 2,43                      | –                         | 15                        |

| Abschlusstabelle Gruppe M | Abschlusstabelle Gruppe M | Abschlusstabelle Gruppe M | Abschlusstabelle Gruppe M | Abschlusstabelle Gruppe M | Abschlusstabelle Gruppe M | Abschlusstabelle Gruppe M | Abschlusstabelle Gruppe M |
| Platz                     | Name                      | MP                        | Pkte                      | Aufn.                     | GD                        | BED                       | HS                        |
| ------------------------- | ------------------------- | ------------------------- | ------------------------- | ------------------------- | ------------------------- | ------------------------- | ------------------------- |
| 1                         | Arnim Kahofer             | 4:0                       | 200                       | 32                        | 6,25                      | 10,00                     | 32                        |
| 2                         | Eddy Leppens              | 2:2                       | 198                       | 29                        | 6,82                      | 5,26                      | 41                        |
| 3                         | Lion Megens               | 0:4                       | 69                        | 41                        | 1,68                      | –                         | 15                        |

| Abschlusstabelle Gruppe N | Abschlusstabelle Gruppe N | Abschlusstabelle Gruppe N | Abschlusstabelle Gruppe N | Abschlusstabelle Gruppe N | Abschlusstabelle Gruppe N | Abschlusstabelle Gruppe N | Abschlusstabelle Gruppe N |
| Platz                     | Name                      | MP                        | Pkte                      | Aufn.                     | GD                        | BED                       | HS                        |
| ------------------------- | ------------------------- | ------------------------- | ------------------------- | ------------------------- | ------------------------- | ------------------------- | ------------------------- |
| 1                         | Frédéric Caudron          | 4:0                       | 200                       | 22                        | 9,09                      | 11,11                     | 40                        |
| 2                         | Carlos Tuset              | 0:4                       | 75                        | 22                        | 3,40                      | –                         | 28                        |

### Haupt-Qualifikation
| Abschlusstabelle Gruppe A | Abschlusstabelle Gruppe A | Abschlusstabelle Gruppe A | Abschlusstabelle Gruppe A | Abschlusstabelle Gruppe A | Abschlusstabelle Gruppe A | Abschlusstabelle Gruppe A | Abschlusstabelle Gruppe A |
| Platz                     | Name                      | MP                        | Pkte                      | Aufn.                     | GD                        | BED                       | HS                        |
| ------------------------- | ------------------------- | ------------------------- | ------------------------- | ------------------------- | ------------------------- | ------------------------- | ------------------------- |
| 1                         | Rafael Garcia             | 4:0                       | 200                       | 38                        | 5,26                      | 5,55                      | 38                        |
| 2                         | Pierre-Alain Rech         | 2:2                       | 182                       | 37                        | 4,91                      | 5,88                      | 23                        |
| 3                         | Egidio Vieira             | 0:4                       | 137                       | 35                        | 3,97                      | -                         | 17                        |

| Abschlusstabelle Gruppe B | Abschlusstabelle Gruppe B | Abschlusstabelle Gruppe B | Abschlusstabelle Gruppe B | Abschlusstabelle Gruppe B | Abschlusstabelle Gruppe B | Abschlusstabelle Gruppe B | Abschlusstabelle Gruppe B |
| Platz                     | Name                      | MP                        | Pkte                      | Aufn.                     | GD                        | BED                       | HS                        |
| ------------------------- | ------------------------- | ------------------------- | ------------------------- | ------------------------- | ------------------------- | ------------------------- | ------------------------- |
| 1                         | Jean Paul de Bruijn       | 4:0                       | 200                       | 23                        | 8,69                      | 11,11                     | 40                        |
| 2                         | Eddy Leppens              | 2:2                       | 126                       | 25                        | 5,04                      | 6,25                      | 24                        |
| 3                         | Francis Forton            | 0:4                       | 172                       | 30                        | 5,73                      | -                         | 24                        |

| Abschlusstabelle Gruppe C | Abschlusstabelle Gruppe C | Abschlusstabelle Gruppe C | Abschlusstabelle Gruppe C | Abschlusstabelle Gruppe C | Abschlusstabelle Gruppe C | Abschlusstabelle Gruppe C | Abschlusstabelle Gruppe C |
| Platz                     | Name                      | MP                        | Pkte                      | Aufn.                     | GD                        | BED                       | HS                        |
| ------------------------- | ------------------------- | ------------------------- | ------------------------- | ------------------------- | ------------------------- | ------------------------- | ------------------------- |
| 1                         | Xavier Gretillat          | 4:0                       | 200                       | 26                        | 7,69                      | 7,69                      | 33                        |
| 2                         | Fabrice Puigvert          | 2:2                       | 173                       | 27                        | 6,40                      | 7,14                      | 24                        |
| 3                         | Brahim Djoubri            | 0:4                       | 96                        | 27                        | 3,55                      | -                         | 14                        |

| Abschlusstabelle Gruppe D | Abschlusstabelle Gruppe D | Abschlusstabelle Gruppe D | Abschlusstabelle Gruppe D | Abschlusstabelle Gruppe D | Abschlusstabelle Gruppe D | Abschlusstabelle Gruppe D | Abschlusstabelle Gruppe D |
| Platz                     | Name                      | MP                        | Pkte                      | Aufn.                     | GD                        | BED                       | HS                        |
| ------------------------- | ------------------------- | ------------------------- | ------------------------- | ------------------------- | ------------------------- | ------------------------- | ------------------------- |
| 1                         | Michel van Silfhout       | 4:0                       | 200                       | 31                        | 6,45                      | 6,66                      | 19                        |
| 2                         | Michael Hikl              | 2:2                       | 188                       | 26                        | 7,23                      | 9,09                      | 34                        |
| 3                         | Lion de Leeuw             | 0:4                       | 106                       | 27                        | 3,92                      | -                         | 33                        |

| Abschlusstabelle Gruppe E | Abschlusstabelle Gruppe E | Abschlusstabelle Gruppe E | Abschlusstabelle Gruppe E | Abschlusstabelle Gruppe E | Abschlusstabelle Gruppe E | Abschlusstabelle Gruppe E | Abschlusstabelle Gruppe E |
| Platz                     | Name                      | MP                        | Pkte                      | Aufn.                     | GD                        | BED                       | HS                        |
| ------------------------- | ------------------------- | ------------------------- | ------------------------- | ------------------------- | ------------------------- | ------------------------- | ------------------------- |
| 1                         | Antonio Oddo              | 4:0                       | 200                       | 37                        | 5,40                      | 5,88                      | 25                        |
| 2                         | Henri Tilleman            | 2:2                       | 157                       | 32                        | 4,90                      | 6,66                      | 35                        |
| 3                         | Francisco Fortiana        | 0:4                       | 136                       | 35                        | 3,88                      | -                         | 24                        |

| Abschlusstabelle Gruppe F | Abschlusstabelle Gruppe F | Abschlusstabelle Gruppe F | Abschlusstabelle Gruppe F | Abschlusstabelle Gruppe F | Abschlusstabelle Gruppe F | Abschlusstabelle Gruppe F | Abschlusstabelle Gruppe F |
| Platz                     | Name                      | MP                        | Pkte                      | Aufn.                     | GD                        | BED                       | HS                        |
| ------------------------- | ------------------------- | ------------------------- | ------------------------- | ------------------------- | ------------------------- | ------------------------- | ------------------------- |
| 1                         | Frédéric Caudron          | 4:0                       | 200                       | 17                        | 11,76                     | 20,00                     | 38                        |
| 2                         | Fabian Blondeel           | 2:2                       | 194                       | 24                        | 8,08                      | 8,33                      | 40                        |
| 3                         | Arnim Kahofer             | 0:4                       | 106                       | 17                        | 6,23                      | -                         | 25                        |

| Abschlusstabelle Gruppe G | Abschlusstabelle Gruppe G | Abschlusstabelle Gruppe G | Abschlusstabelle Gruppe G | Abschlusstabelle Gruppe G | Abschlusstabelle Gruppe G | Abschlusstabelle Gruppe G | Abschlusstabelle Gruppe G |
| Platz                     | Name                      | MP                        | Pkte                      | Aufn.                     | GD                        | BED                       | HS                        |
| ------------------------- | ------------------------- | ------------------------- | ------------------------- | ------------------------- | ------------------------- | ------------------------- | ------------------------- |
| 1                         | René Tull                 | 4:0                       | 200                       | 44                        | 4,54                      | 6,25                      | 37                        |
| 2                         | Pedro Arnau               | 1:3                       | 193                       | 55                        | 3,50                      | 3,70                      | 14                        |
| 3                         | Hermann Kleinpennig       | 1:3                       | 127                       | 43                        | 2,95                      | 3,70                      | 18                        |

| Abschlusstabelle Gruppe H | Abschlusstabelle Gruppe H | Abschlusstabelle Gruppe H | Abschlusstabelle Gruppe H | Abschlusstabelle Gruppe H | Abschlusstabelle Gruppe H | Abschlusstabelle Gruppe H | Abschlusstabelle Gruppe H |
| Platz                     | Name                      | MP                        | Pkte                      | Aufn.                     | GD                        | BED                       | HS                        |
| ------------------------- | ------------------------- | ------------------------- | ------------------------- | ------------------------- | ------------------------- | ------------------------- | ------------------------- |
| 1                         | Freek Ottenhof            | 3:1                       | 200                       | 45                        | 4,44                      | 7,69                      | 41                        |
| 2                         | John van der Stappen      | 3:1                       | 200                       | 77                        | 2,59                      | 2,94                      | 27                        |
| 3                         | Ferdinand Polman          | 0:4                       | 160                       | 56                        | 2,85                      | -                         | 41                        |

## Hauptturnier

### Gruppenphase
| Abschlusstabelle Gruppe A | Abschlusstabelle Gruppe A | Abschlusstabelle Gruppe A | Abschlusstabelle Gruppe A | Abschlusstabelle Gruppe A | Abschlusstabelle Gruppe A | Abschlusstabelle Gruppe A | Abschlusstabelle Gruppe A |
| Platz                     | Name                      | MP                        | Pkt.                      | Aufn.                     | GD                        | BED                       | HS                        |
| ------------------------- | ------------------------- | ------------------------- | ------------------------- | ------------------------- | ------------------------- | ------------------------- | ------------------------- |
| 1                         | Wolfgang Zenkner          | 5:1                       | 450                       | 46                        | 9,78                      | 11,53                     | 62                        |
| 2                         | Michel van Silfhout       | 3:3                       | 394                       | 40                        | 9,85                      | 10,71                     | 54                        |
| 3                         | Stephan Horvath           | 2:4                       | 380                       | 40                        | 9,50                      | 21,42                     | 56                        |
| 4                         | Antonio Oddo              | 2:4                       | 363                       | 58                        | 6,25                      | 7,50                      | 35                        |

| Abschlusstabelle Gruppe B | Abschlusstabelle Gruppe B | Abschlusstabelle Gruppe B | Abschlusstabelle Gruppe B | Abschlusstabelle Gruppe B | Abschlusstabelle Gruppe B | Abschlusstabelle Gruppe B | Abschlusstabelle Gruppe B |
| Platz                     | Name                      | MP                        | Pkt.                      | Aufn.                     | GD                        | BED                       | HS                        |
| ------------------------- | ------------------------- | ------------------------- | ------------------------- | ------------------------- | ------------------------- | ------------------------- | ------------------------- |
| 1                         | Marc Massé                | 4:2                       | 415                       | 44                        | 9,43                      | 9,37                      | 52                        |
| 2                         | Peter de Backer           | 4:2                       | 413                       | 49                        | 8,42                      | 12,50                     | 48                        |
| 3                         | Rafael Garcia             | 4:2                       | 438                       | 58                        | 7,55                      | 8,82                      | 54                        |
| 4                         | Xavier Gretillat          | 0:6                       | 218                       | 61                        | 3,57                      | -                         | 26                        |

| Abschlusstabelle Gruppe C | Abschlusstabelle Gruppe C | Abschlusstabelle Gruppe C | Abschlusstabelle Gruppe C | Abschlusstabelle Gruppe C | Abschlusstabelle Gruppe C | Abschlusstabelle Gruppe C | Abschlusstabelle Gruppe C |
| Platz                     | Name                      | MP                        | Pkt.                      | Aufn.                     | GD                        | BED                       | HS                        |
| ------------------------- | ------------------------- | ------------------------- | ------------------------- | ------------------------- | ------------------------- | ------------------------- | ------------------------- |
| 1                         | Jean Paul de Bruijn       | 6:0                       | 450                       | 43                        | 10,64                     | 37,50                     | 120                       |
| 2                         | Martin Horn               | 4:2                       | 447                       | 65                        | 6,87                      | 10,00                     | 57                        |
| 3                         | Piet Adrichem             | 2:4                       | 387                       | 63                        | 6,14                      | 12,50                     | 51                        |
| 4                         | René Tull                 | 0:6                       | 103                       | 31                        | 3,32                      | -                         | 12                        |

| Abschlusstabelle Gruppe D | Abschlusstabelle Gruppe D | Abschlusstabelle Gruppe D | Abschlusstabelle Gruppe D | Abschlusstabelle Gruppe D | Abschlusstabelle Gruppe D | Abschlusstabelle Gruppe D | Abschlusstabelle Gruppe D |
| Platz                     | Name                      | MP                        | Pkt.                      | Aufn.                     | GD                        | BED                       | HS                        |
| ------------------------- | ------------------------- | ------------------------- | ------------------------- | ------------------------- | ------------------------- | ------------------------- | ------------------------- |
| 1                         | Frédéric Caudron          | 6:0                       | 450                       | 32                        | 14,06                     | 21,42                     | 58                        |
| 2                         | Fonsy Grethen             | 4:2                       | 426                       | 41                        | 10,39                     | 11,53                     | 68                        |
| 3                         | Jos Bongers               | 2:4                       | 349                       | 38                        | 9,18                      | 21,42                     | 48                        |
| 4                         | Freek Ottenhof            | 0:6                       | 153                       | 27                        | 5,66                      | -                         | 32                        |

### KO-Phase
|  | Viertelfinale Spiel bis 150 Punkte | Viertelfinale Spiel bis 150 Punkte | Viertelfinale Spiel bis 150 Punkte | Viertelfinale Spiel bis 150 Punkte | Viertelfinale Spiel bis 150 Punkte | Viertelfinale Spiel bis 150 Punkte |                  |                     | Halbfinale Spiel bis 150 Punkte | Halbfinale Spiel bis 150 Punkte | Halbfinale Spiel bis 150 Punkte | Halbfinale Spiel bis 150 Punkte | Halbfinale Spiel bis 150 Punkte | Halbfinale Spiel bis 150 Punkte |      |       | Finale Spiel bis 150 Punkte | Finale Spiel bis 150 Punkte | Finale Spiel bis 150 Punkte | Finale Spiel bis 150 Punkte | Finale Spiel bis 150 Punkte | Finale Spiel bis 150 Punkte |
|  |                                    |                                    |                                    |                                    |                                    |                                    |                  |                     |                                 |                                 |                                 |                                 |                                 |                                 |      |       |                             |                             |                             |                             |                             |                             |
|  |                                    | MP                                 | Pkt.                               | Aufn.                              | GD                                 | HS                                 |                  |                     |                                 |                                 |                                 |                                 |                                 |                                 |      |       |                             |                             |                             |                             |                             |                             |
|  |                                    | MP                                 | Pkt.                               | Aufn.                              | GD                                 | HS                                 |                  |                     |                                 |                                 |                                 |                                 |                                 |                                 |      |       |                             |                             |                             |                             |                             |                             |
|  | Frédéric Caudron                   | 2                                  | 150                                | 13                                 | 11,53                              | 26                                 |                  |                     |                                 |                                 |                                 |                                 |                                 |                                 |      |       |                             |                             |                             |                             |                             |                             |
|  | Frédéric Caudron                   | 2                                  | 150                                | 13                                 | 11,53                              | 26                                 |                  | MP                  | Pkt.                            | Aufn.                           | GD                              | HS                              |                                 |                                 |      |       |                             |                             |                             |                             |                             |                             |
|  | Michel van Silfhout                | 0                                  | 44                                 | 13                                 | 3,38                               | 11                                 |                  | MP                  | Pkt.                            | Aufn.                           | GD                              | HS                              |                                 |                                 |      |       |                             |                             |                             |                             |                             |                             |
|  | Michel van Silfhout                | 0                                  | 44                                 | 13                                 | 3,38                               | 11                                 | Frédéric Caudron | 2                   | 150                             | 7                               | 21,42                           | 70                              |                                 |                                 |      |       |                             |                             |                             |                             |                             |                             |
|  |                                    | MP                                 | Pkt.                               | Aufn.                              | GD                                 | HS                                 | Frédéric Caudron | 2                   | 150                             | 7                               | 21,42                           | 70                              |                                 |                                 |      |       |                             |                             |                             |                             |                             |                             |
|  |                                    | MP                                 | Pkt.                               | Aufn.                              | GD                                 | HS                                 |                  | Fonsy Grethen       | 0                               | 119                             | 7                               | 17,00                           | 62                              |                                 |      |       |                             |                             |                             |                             |                             |                             |
|  | Marc Massé                         | 0                                  | 137                                | 22                                 | 6,22                               | 30                                 |                  | Fonsy Grethen       | 0                               | 119                             | 7                               | 17,00                           | 62                              |                                 |      |       |                             |                             |                             |                             |                             |                             |
|  | Marc Massé                         | 0                                  | 137                                | 22                                 | 6,22                               | 30                                 |                  |                     |                                 |                                 |                                 |                                 |                                 | MP                              | Pkt. | Aufn. | GD                          | HS                          |                             |                             |                             |                             |
|  | Fonsy Grethen                      | 2                                  | 150                                | 22                                 | 6,81                               | 48                                 |                  |                     |                                 |                                 |                                 |                                 |                                 | MP                              | Pkt. | Aufn. | GD                          | HS                          |                             |                             |                             |                             |
|  | Fonsy Grethen                      | 2                                  | 150                                | 22                                 | 6,81                               | 48                                 | Frédéric Caudron | 0                   | 148                             | 13                              | 11,38                           | 42                              |                                 |                                 |      |       |                             |                             |                             |                             |                             |                             |
|  |                                    | MP                                 | Pkt.                               | Aufn.                              | GD                                 | HS                                 | Frédéric Caudron | 0                   | 148                             | 13                              | 11,38                           | 42                              |                                 |                                 |      |       |                             |                             |                             |                             |                             |                             |
|  |                                    | MP                                 | Pkt.                               | Aufn.                              | GD                                 | HS                                 |                  | Wolfgang Zenkner    | 2                               | 150                             | 13                              | 11,53                           | 54                              |                                 |      |       |                             |                             |                             |                             |                             |                             |
|  | Wolfgang Zenkner                   | 2                                  | 150                                | 15                                 | 10,00                              | 87                                 |                  | Wolfgang Zenkner    | 2                               | 150                             | 13                              | 11,53                           | 54                              |                                 |      |       |                             |                             |                             |                             |                             |                             |
|  | Wolfgang Zenkner                   | 2                                  | 150                                | 15                                 | 10,00                              | 87                                 |                  | MP                  | Pkt.                            | Aufn.                           | GD                              | HS                              |                                 |                                 |      |       |                             |                             |                             |                             |                             |                             |
|  | Peter de Backer                    | 0                                  | 80                                 | 15                                 | 5,33                               | 28                                 |                  | MP                  | Pkt.                            | Aufn.                           | GD                              | HS                              |                                 |                                 |      |       |                             |                             |                             |                             |                             |                             |
|  | Peter de Backer                    | 0                                  | 80                                 | 15                                 | 5,33                               | 28                                 | Wolfgang Zenkner | 2                   | 150                             | 1                               | 150,00                          | 150                             |                                 |                                 |      |       |                             |                             |                             |                             |                             |                             |
|  |                                    | MP                                 | Pkt.                               | Aufn.                              | GD                                 | HS                                 | Wolfgang Zenkner | 2                   | 150                             | 1                               | 150,00                          | 150                             |                                 |                                 |      |       |                             |                             |                             |                             |                             |                             |
|  |                                    | MP                                 | Pkt.                               | Aufn.                              | GD                                 | HS                                 |                  | Jean Paul de Bruijn | 0                               | 12                              | 1                               | 12,00                           | 12                              |                                 |      |       |                             |                             |                             |                             |                             |                             |
|  | Jean Paul de Bruijn                | 2                                  | 150                                | 17                                 | 8,82                               | 52                                 |                  | Jean Paul de Bruijn | 0                               | 12                              | 1                               | 12,00                           | 12                              |                                 |      |       |                             |                             |                             |                             |                             |                             |
|  | Jean Paul de Bruijn                | 2                                  | 150                                | 17                                 | 8,82                               | 52                                 |                  |                     |                                 |                                 |                                 |                                 |                                 |                                 |      |       |                             |                             |                             |                             |                             |                             |
|  | Martin Horn                        | 0                                  | 111                                | 17                                 | 6,52                               | 21                                 |                  |                     |                                 |                                 |                                 |                                 |                                 |                                 |      |       |                             |                             |                             |                             |                             |                             |
|  | Martin Horn                        | 0                                  | 111                                | 17                                 | 6,52                               | 21                                 |                  |                     |                                 |                                 |                                 |                                 |                                 |                                 |      |       |                             |                             |                             |                             |                             |                             |

| Name                | MP  | Pkte.     | Aufn. | GD    | HS |
| ------------------- | --- | --------- | ----- | ----- | -- |
| Spiel um Platz 3    |     |           |       |       |    |
| Fonsy Grethen       | 0:2 | 150/5(2)  | 11    | 13,63 | 41 |
| Jean Paul de Bruijn | 2:0 | 150/15(2) | 11    | 13,63 | 76 |

## Abschlusstabelle
| MP    | Match Points (Sieger = 2; Unentschieden = 1; Verlierer = 0) |
| Pkte. | Erzielte Karambolagen                                       |
| Aufn. | Benötigte Versuche                                          |
| GD    | Generaldurchschnitt                                         |
| BED   | Bester Einzeldurchschnitt eines Spielers                    |
| HS    | Höchstserie                                                 |
|       | Bester GD des Turniers                                      |
|       | Bester ED des Turniers                                      |
|       | Beste HS des Turniers                                       |
|       | 1. Platz (Gold)                                             |
|       | 2. Platz (Silber)                                           |
|       | 3. Platz (Bronze)                                           |

| Platz                               | Name                | MP   | Pkt. | Aufn. | GD    | BED    | HS       |
| ----------------------------------- | ------------------- | ---- | ---- | ----- | ----- | ------ | -------- |
| 1                                   | Wolfgang Zenkner    | 11:1 | 900  | 75    | 12,00 | 150,00 | 150(291) |
| 2                                   | Frédéric Caudron    | 10:2 | 898  | 65    | 13,81 | 21,42  | 70       |
| 3                                   | Jean Paul de Bruijn | 10:2 | 762  | 72    | 10,58 | 37,50  | 120      |
| 4                                   | Fonsy Grethen       | 6:6  | 845  | 81    | 10,43 | 11,53  | 68       |
| 5                                   | Marc Massé          | 4:4  | 552  | 66    | 8,36  | 9,37   | 52       |
| 6                                   | Peter de Backer     | 4:4  | 493  | 64    | 7,70  | 12,50  | 48       |
| 7                                   | Martin Horn         | 4:4  | 558  | 82    | 6,80  | 10,00  | 57       |
| 8                                   | Michel van Silfhout | 3:5  | 438  | 53    | 8,26  | 10,71  | 54       |
| 9                                   | Rafael Garcia       | 4:2  | 438  | 58    | 7,55  | 8,82   | 54       |
| 10                                  | Stephan Horvath     | 2:4  | 380  | 40    | 9,50  | 21,42  | 56       |
| 11                                  | Jos Bongers         | 2:4  | 349  | 38    | 9,18  | 21,42  | 48       |
| 12                                  | Piet Adrichem       | 2:4  | 387  | 63    | 6,14  | 12,50  | 51       |
| 13                                  | Antonio Oddo        | 2:4  | 363  | 58    | 6,25  | 7,50   | 35       |
| 14                                  | Freek Ottenhof      | 0:6  | 153  | 27    | 5,66  | –      | 32       |
| 15                                  | Xavier Gretillat    | 0:6  | 218  | 61    | 3,57  | –      | 26       |
| 16                                  | René Tull           | 0:6  | 103  | 31    | 3,32  | –      | 12       |
| Turnierdurchschnitt: Endrunde: 8,39 |                     |      |      |       |       |        |          |